# Апостол Андрей (фрегат, 1786)
«Апостол Андрей» — парусный 50-пушечный фрегат Черноморского флота Российской империи.

## Описание фрегата
Один из двух 50-пушечных фрегатов, построенные корабельным мастером С. И. Афанасьевым на Херсонской верфи. Оба фрегата с 1788 по 1793 года числились кораблями Черноморского флота.
Вооружение фрегата «Апостол Андрей» состояло из 26-ти 24-фунтовых пушек и двух 1-пудовых медных «единорогов», размещенных на деке и 20-ти 6-фунтовых пушек и двух 18-фунтовых медных «единорогов», размещенных на шканцах и баке.

## История службы
Фрегат «Апостол Андрей» был заложен на Херсонской верфи 1 марта 1785 года и после спуска на воду 13 апреля 1786 год вошёл в состав Черноморского Флота. В том же году фрегат перешел в Севастополь.
22 мая 1787 года принял участие в смотре Черноморского флота императрицей Екатериной II в Севастополе. В июле и августе того же года выходил в практическое плавание в Чёрном море.
Принимал участие в русско-турецкой войне. Вошёл в состав эскадры контр-адмирала графа М. И. Войновича, которая 31 августа 1787 года вышла из Севастополя на поиск судов противника. 8 сентября корабли эскадры попали в сильный пятидневный шторм в районе мыса Калиакра. При этом в шторме фрегат потерял грот- и бизань-мачты и вынужден был вернуться в Севастополь, куда прибыл 21 сентября.
18 июня 1788 года эскадра графа М. И. Войновича вновь вышла Севастополя и 30 июня встретилась с турецким флотом у Очакова. Турецкие суда пошли к югу, а корабли русской эскадры легли на параллельный курс.
3 июля «Апостол Андрей» принял участие в сражении у Фидониси. С 6 по 19 июля вместе с другими судами эскадры принимал участие в маневрах, нацеленных не допустить турецкие суда к крымским берегам.
24 августа фрегат выходил в море в составе эскадры, но из-за сильного шторма уже 27 августа эскадра была вынуждена вернуться в Севастополь. Со 2 по 19 ноября выходил в крейсерство к острову Тендра на поиск турецких судов, но противника обнаружить не удалось. По возвращении в Севастополь фрегат отстал от эскадры и не смог войти в бухту. При этом встречным ветром был унесен в море и смог вернуться в порт только к 27 ноября. Результатом происшествия стало отстранение командующим эскадрой контр-адмиралом М. И. Войновичем Н. И. Баскакова от командования фрегатом.
Выходил в крейсерство острову Тендра, Гаджибею и устью Дуная в составе эскадр в составе эскадр Ф. Ф. Ушакова и М. И. Войновича с 18 сентября по 4 ноября 1789 года, но встреч с флотом противника не происходило.

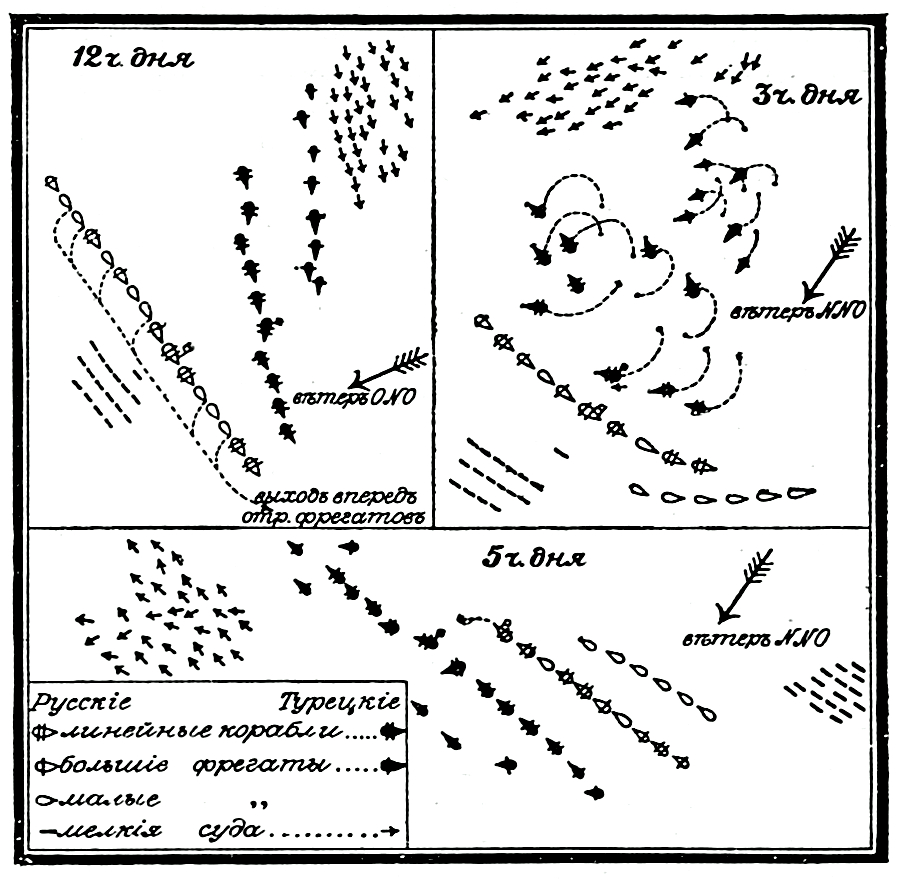
Схема Керченского сражения (из статьи «Керчь-Еникальский пролив» «Военная энциклопедия Сытина»). Фрегат Апостол Андрей замыкает ордер

16 мая 1790 года фрегат вошел в состав эскадры контр-адмирала Ф. Ф. Ушакова. Корабли эскадры вышли из Севастополя к анатолийскому берегу и к 21 мая прибыли к Синопу. 22 мая корабли эскадры обстреляли турецкие батареи и суда, находящиеся в бухте, а 25 мая покинули воды Синопа, взяв курс на Анапу. Прибыв 29 мая к Анапе, эскадра 1 июня вела бомбардировку крепости и турецких судов, после чего вернулась в Севастополь.
8 июля эскадра, в составе которой находился и «Апостол Андрей» заняла пост у входа в Керченский пролив. В последовавшем в тот же день Керченском сражении фрегат шёл в конце колонны. К 12 июля корабли эскадры вернулись в Севастополь.
25 августа эскадра соединилась с Лиманской эскадрой в районе Очакова, а 28 августа состоялось Сражение у мыса Тендра, после которого фрегат принял участие в преследовании турецких судов. Утром 29 августа, догнав турецкий корабль «Капудание», фрегат вступил с ним в бой, в результате которого турецкий корабль загорелся. Русскими кораблями, подошедшими на помощь, с горящего судна была снята часть экипажа, после чего «Капудание» взорвался и затонул.
С 16 октября по 14 ноября входил в состав эскадры, обеспечивающей прикрытие перехода гребной флотилии из Днепровского лимана на Дунай.
10 июля 1791 года выходил на поиск флота противника в составе эскадры контр-адмирала Ф. Ф. Ушакова. 12 июля турецкий флот был обнаружен в районе Балаклавы, но продолжавшееся до 16 июля преследование судов противника не увенчалось успехом, турецкой эскадре удалось уйти.
19 июля эскадра прибыла в Севастополь и уже 29 числа вновь вышла в море, на этот раз к румелийскому берегу. 31 июля «Апостол Андрей» принял участие в сражении при Калиакрии, после чего вышел в крейсерство к Варне.
С 20 августа 1791 года фрегат «Апостол Андрей» находился в Севастополе, в море больше не выходил, а в 1800 году был переделан в кран для установки мачт.

## Командиры фрегата
Командирами судна в разное время служили:
- П. Алексиано (1787 год).
- Н. И. Баскаков (1788 год).
- Р. Р. Вильсон (1789—1790 год).
- Е. П. Сарандинаки (1791—1794 год).
- И. И. Биллингс (1795—1797 год).